# Bill Boyd (homme politique canadien)
Pour les articles homonymes, voir Bill Boyd.
Bill Boyd (né le 22 août 1956) est un homme politique provincial canadien de la Saskatchewan. Il représente la circonscription de Kindersley à titre de député du Parti progressiste-conservateur et du Parti saskatchewanais de 1991 à 2002 et de 2007 à 2017.

## Biographie
Né à Eston en Saskatchewan, Boyd fait son entrée en politique avec son  élection en 1991 aux termes d'une lutte serrée à titre de député progressiste-conservateur. Devenu chef des Progressistes-conservateurs en novembre 1994, il dirige le parti durant les élections de 1995. Réélu dans sa circonscription, le parti subit un important revers en ne parvenant à faire élire que cinq députés en raison de la divulgations de plusieurs scandales issus du gouvernement de Grant Devine. Il devient alors chef de l'Opposition officielle face au premier ministre néo-démocrate Roy Romanow.
Quittant les Progressistes-conservateurs en 1997, Lynda Haverstock du parti libéral devient cheffe de l'Opposition. Entre-temps, il contribue à la création du Parti saskatchewanais. Réélu sous cette bannière en 1999, il démissionne en 2002.
Il effectue un retour en 2007 et est aussitôt nommé ministre de l'Énergie et des ressources et ministre responsable des Affaires intergouvernementales dans le cabinet de Brad Wall. Plus tard, il sert comme ministre de l'Économie. Il démissionne du cabinet en août 2016 et quitte le caucus du parti.
Boyd démissionne de son poste de député en septembre 2017. Le mois précédent, il est accusé de conflit d'intérêts après avoir incité des immigrants chinois à investir dans un projet d'irrigation. Le tout étant chapeauter par le Saskatchewan Immigrant Nominee Program du ministère de l'Économie. Il sera par la suite accusé d'avoir bénéficié de sa position de ministre à son bénéfice personnel.
En février 2018, il est reconnu coupable de deux accusations pour avoir exploiter illégalement six acres de milieux humides autour de la rivière Saskatchewan Sud.